# 食源性疾病
食源性疾病（foodborne illness/disease）又稱食媒性疾病，俗稱食物中毒（food poisoning），泛指所有因為進食了受污染食物、致病細菌、病毒，又或被寄生蟲、化學品或天然毒素（例如：有毒蘑菇）感染了的食物而引起的疾病。根據如上各種致病源，食源性疾病可以分為四类：化学性、细菌性、霉菌毒素与霉变性、有毒动植物性。
食物中毒发病为非传染性的急性、亚急性疾病，可区别于其他食源性疾患。1994年中国卫生部颁发的《食物中毒诊断标准及技术处理总则》（已废止）从技术上和法律上明确了食物中毒的定义。
食物中毒既不包括因暴饮暴食而引起的急性胃肠炎、食源性肠道传染病（如伤寒）和寄生虫病（如囊虫病），也不包括因一次大量或者长期少量摄入某些有毒有害物质而引起的以慢性毒性为主要特征（如致畸、致癌、致突变）的疾病。

## 原因

### 细菌
- 致病微生物污染，致病性微生物污染食品后急剧繁殖，致使食品中存有大量活菌（如沙门氏菌，Salmonella）或产生大量毒素，如金黄色葡萄菌，产生的肠毒素。

### 病毒
Mead等（1999）认为，病毒是比细菌和原生生物更重要的食源性疾病的病因。其中包括肝炎病毒A和小圆结构病毒（包括诺如病毒）。小圆结构病毒被认为是非细菌性肠胃炎的最重要的病因。

### 原生生物
原生动物在初级农作物中存在。例如蘋果汁和水中的小隐孢子虫以及树莓、莴苣和水中的圆孢子虫等同食源性原生动物会引发感染。对免疫缺陷患者，腹泻可能较严重。

### 海产品毒素
麻痹性贝类中毒（PSP）、腹泻性贝类中毒（DSP）、神经性贝类中毒（NSP）、遗忘性贝类中毒（ASP）、雪卡毒素及鲭鱼中毒。其中PSP、DSP和NSP是通过腰鞭毛虫产生的毒素引起，ASP是由硅藻引起，而鲭鱼中毒是由组胺引起。所有海产品毒素都耐热，不能通过烹饪破坏，也无法感官检测。

### 真菌毒素
例如花生和玉米中的黄曲霉和寄生曲霉会产生黄曲霉毒素，会引起肝癌。
- 有毒化学物质污染，食品中混入有毒化学物质，并达到能引起急性中毒的剂量。如农药的污染。
- 食品原料本身的有毒物质，食品本身含有毒成分（如河豚含有河豚毒素），而加工、烹调方法不当，导致未能将有毒物质除尽。
- 储存过程中产生的毒素，食品在贮存过程中，由于贮藏条件不当而产生了有毒物质（如马铃薯发芽产生龙葵素）。
- 食物链或生物链毒素的转移，因摄入含有毒素成分的某些食用动物（如食入毒藻的海水鱼、贝；采用有毒蜜源植物酿的蜂蜜）、因为吸收了有毒物质的食用植物，这些动植物起着毒素的转移与富集作用。
- 误食，某些外形与食物相似，而实际含有毒成分的植物，被作为食物误食而引起中毒（如毒蕈等）。
- 食品的原材料问题：如使用未经检疫的病死家畜肉加工的肉制品，使用搀假的牛乳加工的奶粉；如消毒不严，使用未经消毒的牛乳生产的雪糕；使用非食品原料如工业酒精（或甲醇）兑制的“配制酒”造成的甲醇中毒，也曾多次发生；使用不符合食品卫生要求的食品添加剂或加工助剂（含砷等毒物质）也曾造成食物中毒；生产工艺、设备、容器和包装材料不符合卫生要求也可使食品污染带有毒性，例如，熟肉制品加工制作时，生熟不分交叉污染而引起食物中毒；采用生棉子榨油，毛油又未经碱炼，而引起棉酚中毒；生产蒸馏酒时，使用含铅蒸馏设备和贮酒容器，铅溶于酒中而造成铅中毒。
- 食品与包装问题，日本曾发生桔子汁中溶锡过多而引起食物中毒，其原因是调汁用水中含硝酸根离子较多所致。美国曾发生的金枪鱼罐头引起的E型肉毒梭菌食物中毒，是由于罐头杀菌冷却时带有病原菌的不洁冷却水侵入罐内造成，屬於内容物二次污染。

進食後1至36小時內發生。患者一般的症狀是腹瀉和嘔吐。如果病情嚴重，食物中毒是可導致死亡的。食物中毒可分為化學性和細菌性兩種。後者在香港較為普遍。由於在外觀上很難分辨食物是否已沾上細菌，故此人們很多時會吃了一些有問題的食物而不自知，因而患上細菌性食物中毒。
乙、細菌性食物中毒
基本上，凡含有大量細菌或毒素的食物都可引致食物中毒。一般的情況下，預先烹調好的食物在未食用之前沒有得到適當的保護而沾上了細菌（例如被不潔的手、器皿、蒼蠅、老鼠和塵埃等污染）。跟著，那些食物被放在一個危險溫度範圍（攝氏4至63度）貯存，使附於食物上之細菌有時間在合適的溫度內迅速繁殖或產生毒素，而於短時間內使食物變成有毒。

### 化學性食物中毒
化學性食物中毒包含下列幾種狀況、類別。
1. 製造、加工時滲入化學物質：多氯聯苯、多溴聯苯
2. 工業的廢棄物汙染：重金屬
3. 農業及畜牧業的殘留化學物：DDT、生長促進素
4. 對人體有害的食品添加物：硼砂、吊白塊
5. 包裝材料的溶出物：甲醛、甲醇

## 特征
以下为部分常见食物中毒的特征
：

### 细菌性食物中毒
| 细菌类别       | 潜伏期                          | 污染食物                         | 临床表现                                                                     | 发热     | 腹痛 | 腹泻                     | 呕吐         | 脱水     |
| -------------- | ------------------------------- | -------------------------------- | ---------------------------------------------------------------------------- | -------- | ---- | ------------------------ | ------------ | -------- |
| 沙门菌属       | 一般4-24小时，最长可达2-3天     | 肉类、禽蛋类                     | 先有腹痛呕吐，继而腹泻，多伴有发热                                           | 可有高热 | 轻   | 水样便，很少带脓血，量多 | 多数有       | 轻、中度 |
| 副溶血弧菌     | 6-20小时                        | 海产品、腌渍品                   | 先有腹痛发热，继而有腹泻，部分患者伴有呕吐                                   | 有发热   | 重   | 水样便，带脓血或血水     | 较轻         | 轻、中度 |
| 变形杆菌属     | 胃肠型3-20小时，过敏型0.5-2小时 | 隔夜剩饭菜、肉类、鱼类           | 胃肠型：腹痛、呕吐、腹泻；过敏型：皮肤潮红、头痛、头晕、荨麻疹               | 低热     | 轻   | 黄色水样便，可带黏液     | 较轻         | 轻、中度 |
| 蜡样芽孢杆菌   | 肠毒素1-2小时，细菌8-16小时     | 隔夜剩饭菜、肉类、乳类           | 呕吐、腹痛及腹泻                                                             | 无       | 轻   | 水样便                   | 部分有，较重 | 无       |
| 大肠埃希菌     | 2-20小时，多数患者为4-6小时     | 隔夜剩饭菜、肉类、乳类           | 先有食欲缺乏，继而腹痛及腹泻                                                 | 低热     | 轻   | 水样便或黏液样便         | 罕见         | 轻度     |
| 金黄色葡萄球菌 | 0.5-5小时                       | 淀粉食物、肉类、乳类             | 先有恶心头痛，继而腹痛及呕吐                                                 | 无       | 轻   | 黄色水样便，量少         | 剧烈         | 轻度     |
| 肉毒杆菌       | 1-2天，最长可达一周左右         | 罐头食品、密封食品、豆制品、蜂蜜 | 突然发病，主要为中枢神经系统症状，如乏力、头痛、眼睑下垂、吞咽困难、尿潴留等 | 无       | 无   | 无                       | 无           | 无       |